# Malou Gorter
 (janvier 2019).
Si vous disposez d'ouvrages ou d'articles de référence ou si vous connaissez des sites web de qualité traitant du thème abordé ici, merci de compléter l'article en donnant les références utiles à sa vérifiabilité et en les liant à la section « Notes et références ».
Malou Gorter, née en 1970 aux Pays-Bas, est une actrice et présentatrice néerlandaise.

## Filmographie

### Cinéma et téléfilms
- 1996 : Baantjer : l'avocate
- 2000 : De zaak Braun : la secrétaire d’État
- 2000 : Russen (nl) : Christine
- 2003 : Sale : l'employé de centre commercial
- 2003 : 15.35: Spoor 1 (nl) : une présentatrice TV
- 2005 : Leef! (nl) : Rika
- 2006 : Van Speijk : Jannie Klein
- 2006 : Keyzer & De Boer Advocaten : la juge
- 2010 : Bernhard, Schavuit van Oranje (nl) : Laurentien Brinkhorst
- 2010 : Flikken Maastricht : Els Schwertz
- 2010 : Annie MG (nl) : Annie M.G. Schmidt
- 2013 : De Val van Aantjes : Hannie
- 2013 : Doris (nl) : Karin
- 2014 : Dokter Tinus : Barbara Klarenberg
- 2014 : Hollands Hoop (nl) : la femme kidnappée
- 2015 : We will never be royals (nl) (Geen Koningen in ons Bloed) : Martine
- 2015 : Ik geloof dat ik gelukkig ben : la kinésithérapeute
- 2016 : Tonio (nl) : l'infirmière du chef
- 2016-2017 : Vechtershart (nl) : deux rôles (l'échevin et la thérapeute)
- 2017 : Hotel de grote L (nl) : la cliente de l'hôtel
- 2017 : Flikken Rotterdam (nl) : Joanna Horman
- 2017 : Scratched Blue Sky : Marije
- 2017 : Verloren dochter : la belle-sœur
- 2018 : Mocro Maffia : Edith Roodschild
- 2018 : All You Need Is Love (nl) : Arianne
- 2019 : Oogappels (nl) : Merel Larooi